# Naugachhia
Naugachhia is een notified area in het district Bhagalpur van de Indiase staat Bihar. 

## Demografie
Volgens de Indiase volkstelling van 2001 wonen er 38.288 mensen in Naugachhia, waarvan 54% mannelijk en 46% vrouwelijk is. De plaats heeft een alfabetiseringsgraad van 48%. 